# Zamárdi
Zamárdi – miasto na Węgrzech, nad południowym brzegiem Balatonu.

## Historia
Pierwsze ślady osadnictwa w okolicy Zamárdi pochodzą z prehistorycznej epoki miedzi, odnaleziono tu również ślady bytności Celtów oraz starożytnych Rzymian. Ważnym archeologicznym odkryciem tego regionu jest cmentarz Awarów - najprawdopodobniej największy i najbogatszy teren grzebalny w całej Kotlinie Panońskiej.
Pierwszą starożytną nazwą wioski było prawdopodobnie Egyházaszamárd. Nazwę "Zamárdi" po raz pierwszy wspomniano w dokumentach pochodzących z roku 1082. Nazwę tę potwierdza również oficjalny dekret króla węgierskiego Stefana III z roku 1171. W owych czasach osada składała się z bardzo luźno rozrzuconych domów, których rozmieszczenie odpowiadało strukturze istniejących tu majątków. Przez wieki stopniowo organizowała się w pobliżu głównego traktu przebiegającego wzdłuż jeziora.
W XVI wieku turecka armia zniszczyła doszczętnie zarówno Zamárdi, jak i inne pobliskie wioski - przez długie lata cały region pozostawał wyludniony. Osada została odbudowana w XVIII wieku przez opata z Tihany Vildebalda Grassó oraz jego następcę, również opata, Ágostona Lécs. W roku 1774 wybudowany został tu kościół, co w owym czasie było swoistą nobilitacją wioski. Mieszkańcy utrzymywali się głównie z rolnictwa, uprawy winorośli, hodowli bydła oraz z rybołówstwa.

## Współczesność
W 1927 Zamárdi otrzymało prawa miejskie, jednak rolniczy charakter miejscowości utrzymywał się praktycznie do lat 60., kiedy to Balaton został "odkryty" dla turystyki.
Obecnie Zamárdi jest jedną z bardziej popularnych miejscowości wypoczynkowych regionu - turystów przyciąga tu ponad 3 km bezpłatna trawiasta plaża z widokiem na Półwysep Tihany oraz bogata infrastruktura turystyczna. Z Zamárdi czerwonym szlakiem można dotrzeć do Szamárkő (Ośla Skała) oraz do niewielkiej wieży widokowej usytuowanej na wzgórzu Kőhegy (219,8 m n.p.m.).

## Współpraca
- Ustrzyki Dolne